# Reality in BLACK
《reality in BLACK》은 대한민국의 걸 그룹 마마무의 두 번째 정규 앨범으로 2019년 11월 14일에 발매했으며, 타이틀 곡은 HIP이다.

## 개요
타이틀 곡은 <HIP>이다. ‘HIP'은 타인의 시선에 의식하지 않는 삶, 내가 가장 나다울 수 있는 삶을 이야기하고 있다. 멋이라는 것은 누군가를 의식해서 잘 보이려 하고 깎아 내려서 만드는 것이 아닌, 온전히 자신을 사랑하는 마음에서 뿜어져 나오는 것이라는 내용의 가사를 통해 지금까지 마마무가 추구해오며 대중들에게 많은 사랑을 받았던 당당함과 자신감 넘치는 매력의 정점을 찍었다.
1번 트렉에 수록 된 <우린 결국 만날 운명이었지 (Destiny)>는 10월 31일 Mnet의 걸 그룹 경연 프로그램  컴백 전쟁:퀸덤의 파이널 음원 경연에서  처음 공개했다.
11번 트렉에 수록 된 <I'm Your Fan>은 멤버 솔라의 자작곡으로 2018년 2월 21일 솔라 본인의 생일 당일날 마마무의 공식 팬카페를 통해 처음 공개 됐었다.

## 트랙 리스트

### reality in BLACK
| #            | 제목                                     | 작사                                | 작곡                           | 편곡  | 재생 시간 |
| ------------ | ---------------------------------------- | ----------------------------------- | ------------------------------ | ----- | --------- |
| 1.           | 〈우린 결국 만날 운명 이었지 (Destiny)〉 | 김도훈, 박우상                      | 김도훈, 박우상                 | 4:08  |           |
| 2.           | 〈Universe〉                             | 코스믹 사운드, 코스믹 걸 , 문별     | 코스믹 사운드, 코스믹 걸       | 3:36  |           |
| 3.           | 〈열 밤 (Ten Nights)〉                   | 코코두부아빠, 장진영, 황성진        | 원영정, 김현아, 황성진         | 3:38  |           |
| 4.           | 〈HIP〉                                  | 김도훈, 박우상, 화사                | 김도훈, 박우상, 화사           | 3:15  |           |
| 5.           | 〈4x4ever〉                              | 이상호, 이기, 서용배, Mayu Wakisaka | 이상호, 이기, 서용배, 문별     | 3:05  |           |
| 6.           | 〈Better〉                               | 코스믹 사운드, 코스믹 걸            | 코스믹 사운드, 코스믹 걸, 문별 | 3:17  |           |
| 7.           | 〈Hello Mama〉                           | 서용배, 이후상                      | 서용배, 이후상, 문별           | 3:40  |           |
| 8.           | 〈심심해 (ZzZz)〉                        | 이후상, 류지수                      | 이후상, 류지수, 문별           | 3:25  |           |
| 9.           | 〈rEALITY〉                              | 박우상                              | 박우상                         | 3:04  |           |
| 10.          | 무제                                     | 박해일, 재리포터, 빅싼초            | 재리포터, 문별                 | 3:18  |           |
| 11.          | 〈I'm Your Fan〉                         | 솔라                                |                                | 2:28  |           |
| 12.          | 〈HIP (Inst.)〉                          | 김도훈, 박우상                      | 김도훈, 박우상, 화사           | 3:15  |           |
| 총 재생 시간 | 총 재생 시간                             | 총 재생 시간                        | 총 재생 시간                   | 40:09 |           |

### Japanese.ver
| #   | 제목                   | 작사                 | 작곡                                         | 편곡 | 재생 시간 |
| --- | ---------------------- | -------------------- | -------------------------------------------- | ---- | --------- |
| 13. | 〈HIP (Japanese.ver)〉 | 김도훈, 박우상, 화사 | 김도훈, 박우상, 화사                         | 3:18 |           |
| 14. | 〈Shampoo〉            | 임상혁, 코코두부아빠 | 임상혁, 문별, eri osanai, 코코두부아빠, SUKA | 3:16 |           |

## 앨범 성적
- 2019년 가온 차트에서 46주차 앨범차트 1위를 기록 하였다.

- 2019년 《가온 연간 앨범 차트》에서 53위를 기록 하였다.

- 2020년 1월 9일 기준 앨범 총 판매량 108,565장을 기록 하여, 중소 기획사 걸 그룹으로는 최초로 앨범 판매량 10만장을 기록 하였다.

앨범 초동
| 날짜           | 일일 판매량 | 누적 판매량 |
| -------------- | ----------- | ----------- |
| 11월 14일 (목) | 51,5××장    | 51,5××장    |
| 11월 15일 (금) | 5,2××장     | 56,7××장    |
| 11월 16일 (토) | 2,8××장     | 59,5××장    |
| 11월 17일 (일) | 1,7××장     | 61,3××장    |
| 11월 18일 (월) | 2,8××장     | 64,2××장    |
| 11월 19일 (화) | 2,1××장     | 66,3××장    |
| 11월 20일 (수) | 4,1××장     | 70,5××장    |

연간 누적 판매량
| 날짜   | 날짜           | 월간 판매량 | 누적 판패량 |
| ------ | -------------- | ----------- | ----------- |
| 2019년 | 11월           | 102,171장   | 102,171장   |
| 2019년 | 12월           | 6,394장     | 108,565장   |
| 2019년 | 연간 총 판매량 | 108,565장   | 108,565장   |

| 날짜   | 날짜           | 월간 판매량 | 누적 판패량 |
| ------ | -------------- | ----------- | ----------- |
| 2020년 | 1월            | 1,501장     | 110,066장   |
| 2020년 | 2월            | 4,137장     | 114,203장   |
| 2020년 | 3월            | 2,365장     | 116,568장   |
| 2020년 | 4월            | 1,214장     | 117,782장   |
| 2020년 | 5월            | 1,670장     | 119,452장   |
| 2020년 | 연간 총 판매량 | 10,877장    | 10,877장    |